# وادینا، استرالیای جنوبی
وادینا (به انگلیسی: Wudinna) یک شهرک در استرالیا است که در استرالیای جنوبی واقع شده‌است.